# 格林卡斯尔 (印第安纳州)
格林卡斯尔（英語：Greencastle）是一個位於美國印第安納州帕特南縣的城市。根據2010年美國人口普查，該地人口為10326人，而該地的面積約為13.71平方千米。同時該地也是帕特南縣的縣治。

## 地理
格林卡斯尔的座標為39°38′32″N 86°51′22″W / 39.64222°N 86.85611°W，而該地的平均海拔高度為257米（即843英尺）。